# Bow Valley Provincial Park
Bow Valley Provincial Park är en park i Kanada.   Den ligger i provinsen Alberta, i den centrala delen av landet, 2 900 km väster om huvudstaden Ottawa. Bow Valley Provincial Park ligger 1 309 meter över havet. Arean är 33 kvadratkilometer.
Terrängen runt Bow Valley Provincial Park är varierad. Trakten runt Bow Valley Provincial Park är nära nog obefolkad, med mindre än två invånare per kvadratkilometer.. Närmaste större samhälle är Canmore, 18,6 km väster om Bow Valley Provincial Park.
I omgivningarna runt Bow Valley Provincial Park växer i huvudsak barrskog.